# Alfred Dufresne
Alfred Dufresne (París, 1822 - 1863) fou un compositor francès.
Fou deixeble d'Halevyi i es donà conèixer per una col·lecció de melodies vocals, titulada Soirées d'automne. A més, va compondre les òperes, totes en un acte:
- Revenat de Pontoise (1856);
- Maître Bäton (1858);
- L'Hótel de la Poste (1860);
- Les valets de Gascogne (1860).